# Miska Glava
Miska Glava (cyr. Миска Глава) – wieś w Bośni i Hercegowinie, w Republice Serbskiej, w mieście Prijedor. W 2013 roku liczyła 344 mieszkańców.